# 16-я отдельная гвардейская бригада специального назначения
16-я отдельная гвардейская ордена Жукова бригада специального назначения — воинское соединение ВС СССР и Вооружённых сил Российской Федерации.
Сокращённое наименование — 16 гв. обрспн.

## История бригады в советский период

### Формирование части
19 июля 1962 года вышла директива Генерального штаба ВС СССР № 140547 о формировании 16-й отдельной бригады специального назначения в составе Московского военного округа.
Пунктом дислокации бригады был определён бывший военный городок 269-го отдельного вертолётного полка, расположенный у н.п. Чучково Рязанской области.
Днём части было объявлено 1 января 1963 года. 16-я отдельная бригада специального назначения получила условное обозначение войсковая часть 54607 (в/ч 54607).

### Становление и развитие бригады
Как и все бригады специального назначения, созданные в начале 1960-х годов (за исключением 3-й бригады), 16-я бригада представляла собой кадрированное формирование, в котором по штатам мирного времени личный состав насчитывал 300—350 человек. По планам военного командования при введении военного положения, за счёт мобилизации военнослужащих запаса и проведения 30-дневных сборов, 16-я бригада разворачивалось в полноценное боеспособное соединение с личным составом в 1700 человек.
По штату мирного времени 16-я бригада состояла из следующих подразделений:
- управление бригады;
- отряд специальной радиосвязи;
- 2 отряда специального назначения;
- 3 отдельных отряда специального назначения (кадра);
- рота хозяйственного обеспечения.

29 апреля 1969 года постановлением Президиума Верховного Совета СССР бригаде вручено Боевое Знамя.
С 15 августа по 3 сентября 1972 года личный состав бригады привлекался к тушению пожаров на территории Воронежской области . По итогам участия медалью «За отвагу на пожаре» было награждено 158 человек, более 200 получили благодарственные письма.
В 1977 году бригада занесена в книгу почёта Московского военного округа.
В 1976, 1977, 1982, 1985, 1986 годах награждалась переходящим знаменем Военного Совета округа.
В середине 1970-х годов штат отдельных бригад специального назначения был развёрнут до 60-80 % от штата по военному времени.

### 370-й отдельный отряд специального назначения
Директивой Генерального штаба ВС СССР в октябре-ноябре 1984 года на базе 16-й бригады был создан сводный отряд специального назначения для участия в боевых действий на территории Афганистана. Сводный отряд создавался на базе 370-го отряда специального назначения.
Для комплектования личного состава 370-го отряда были привлечены военнослужащие 14-й бригады из Дальневосточного военного округа и 24-й бригады из Забайкальского военного округа. Также кадры для комплектования отряда предоставила 2-я гвардейская Таманская мотострелковая дивизия, обеспечившая отряд экипажами бронетехники и ремонтными подразделениями (водители-механики, операторы, специалисты по ремонту военной техники).
В Афганистан 370-й отряд был введён 15 марта 1985 года. Зоной ответственности отряду были назначены пустыни Регистан и Дашти-Марго.
Данный 370-й отряд создавался для участия в так называемых комплексных военных мероприятиях приграничная зона «Завеса» в составе 22-й бригады дислоцированной на юге Афганистана.
За время пребывания в Афганистане 370-й отряд потерял убитыми 39 человек. Согласно другим источникам — 47 убитых.
11 августа 1988 года 370-й отряд был выведен с территории Афганистана и к 30 августа прибыл в н.п. Чучково, обратно в состав 16-й бригады.

### Состав бригады на 1989 год
Состав 16-й отдельной бригады специального назначения в конце 80-х годов (все подразделения и части бригады дислоцировались в н.п. Чучково):
- управление бригады (в/ч 54607) — н.п. Чучково и подразделения при ней:
  - отряд специальной радиосвязи;
  - рота минирования;
  - рота материально-технического обеспечения;
  - комендантский взвод.
- 370-й отдельный отряд специального назначения;
- 664-й отдельный отряд специального назначения;
- 379-й отдельный отряд специального назначения;
- 585-й отдельный отряд специального назначения;
- 669-й отдельный отряд специального назначения.

## Соединение в Вооружённых Силах России
Тренировка военнослужащих 16-й гв. обрспн. Май 2017.
После распада СССР в 1991 году, 16-я отдельная бригада специального назначения перешла под юрисдикцию Вооружённых Сил Российской Федерации.
В 1993, 1994, 1996 годах разведывательная группа от 16-й бригады на соревнованиях на первенство Вооружённых Сил Российской Федерации по тактико-специальной подготовке занимала первые места, в связи с чем переходящий кубок был навечно оставлен в бригаде.
В 1996 и 1997 годах разведывательная группа от 16-й бригады выступала на международных соревнованиях в Словакии.
В 1994 году разведывательная группа от 16-й бригады выступила с показательными занятиями в Иордании.
Бригаду посещали иностранные делегации Иордании, ОАЭ, Сирии, Алжира, Югославии, Болгарии, США.
Сводная рота сформированная в 14-й бригады в период с октября 2001 года по май 2002 года привлекалась к проведению миротворческих операций в Косово.
Указом Президента РФ № 990-С от 28 августа 2003 года, 16-я бригада была передислоцирована из н.п. Чучково (Рязанская область) в Тамбов, в военный городок расформированного Тамбовского высшего военного командного Краснознамённого училища химической защиты. С 2003 года командир бригады является также начальником Тамбовского территориального гарнизона.
В июне 2005 года на международных соревнованиях разведывательных групп специального назначения, проводимых в Белоруссии, группа от 16-й бригады заняла 3 общее место и 1 место по кроссу по пересечённой местности.
В июле 2005 года на соревнованиях формирований специального назначения Главного управления Генерального штаба Вооружённых Сил на первенство Вооружённых Сил Российской Федерации, группа от бригады заняла 4-е место.
В июле 2007 и августе 2009 года на базе бригады были проведены соревнования групп специального назначения на первенство ВС РФ.
13 сентября 2009 года в штабе 16-й бригады произошёл пожар, в результате которого погибло 5 военнослужащих.
9 мая 2011 года сводный батальон 16-й бригады участвовал в Параде Победы на Красной площади в Москве.
В 2012 году боевая техника 16-й бригады прошла в парадном строю на Дворцовой площади в Санкт-Петербурге.
В сентябре-октябре 2012 года подразделения 16-й бригады участвовали в учениях «Кавказ-2012», проходивших на территории Чечни, Кабардино-Балкарии и Ингушетии.
9 мая 2014 года сводный батальон 16-й бригады вновь прошёл парадным строем на Параде Победы на Красной площади в Москве.
26 января 2019 года Указом Президента Российской Федерации В. В. Путина бригаде присвоено почётное наименование «гвардейская».
8 ноября 2023 года закрытым Указом президента Российской Федерации бригаду наградили орденом Жукова за «мужество, отвагу и самоотверженность, проявленные личным составом в ходе проведения специальной военной операции».

### Состав бригады на 2010 год
На 2010 год состав 16-й отдельной бригады специального назначения Западного военного округа был следующим (все подразделения и части дислоцируются в Тамбове кроме 664-го отряда):
- управление бригады (в/ч 54607) и подразделения при управлении;
  - отряд специальной радиосвязи;
  - группа минирования;
  - рота материально-технического обеспечения;
  - комендантский взвод.
- 370-й отдельный отряд специального назначения;
- 664-й отдельный отряд специального назначения (в/ч 62688) — село Протасово Ржаксинский район Тамбовской области;
- 379-й отдельный отряд специального назначения;
- 585-й отдельный отряд специального назначения;
- 669-й отдельный отряд специального назначения.

### Участие 16-й бригады специального назначения в боевых действиях

#### Гражданская война в Таджикистане
В 1992 году в связи с обострением ситуации в Таджикистане, которая переросла в гражданскую войну, кадрированная 201-я мотострелковая дивизия ВС РФ, дислоцированная в республике попадает в тяжёлое положение. Практически во всех частях соединения была острая нехватка личного состава. К примеру, в 191-м мотострелковом полку числилось всего 180 человек, что было недостаточным для охраны и обороны военной техники полка от формирований исламской оппозиции в условиях фактической осады военных городков.
Первыми формированиями специального назначения, вышедшими на подмогу частям российской 201-й дивизии, были подразделения от 15-й отдельной бригады специального назначения Вооружённых сил Узбекистана, выдвинувшиеся в августе 1992 года. В результате давления руководства Узбекистана на российские власти с требованием скорейшего вмешательства во внутритаджикский конфликт, руководство ВС РФ приняло решение об усилении частей 201-й дивизии подразделениями 3-й отдельной гвардейской и 16-й отдельной бригад специального назначения.
В период с 28 сентября по 30 ноября 1992 года 370-й отряд и 669-й отряд 16-й бригады общей численностью 402 человека производили охрану и оборону стратегически важных военных и государственных объектов на территории Таджикистана.
В Курган-Тюбе был высажен 370-й отряд, в задачи которого входили усиление 191-го мотострелкового полка и уничтожение техники полка при попытке её захвата или передачи оппозиции, охрана банка и азотно-тукового завода как экологически опасного объекта.
669-й отряд 16-й бригады был направлен в г. Куляб на усиление 149-го гвардейского мотострелкового полка.
Отряд 3-й бригады охранял Нурекскую ГЭС для предотвращения терактов. С прибытием в Курган-Тюбе 370-го ооспн, находившаяся там ранее оперативная группа 15-й бригады покинула Таджикистан и вернулась в Узбекистан.
370-й и 669-й отдельные отряды специального назначения совместно с подразделениями 201-й дивизии участвовали в отражении атак оппозиции на воинские части и на колонны снабжения войск.

#### Первая чеченская война
В начале января 1995 года на базе 16-й бригады был создан сводный отряд для ведения боевых действий в Чечне. Основой для создания отряда послужил 370-й отряд специального назначения, командиром которого был назначен Сергеев Е. Г. В Чечню 370-й отряд был введён 13 января 1995 года. Утром 24 января 1995 года по приказу командующего группировкой войск, 370-й отряд обеспечивал продвижение батальона морской пехоты в Черноречье (район Грозного). При этом отряд потерял двух военнослужащих убитыми. Вечером того же дня отряд вернулся на временную базу в здании бывшей школы на окраине Грозного. В 20:45 произошёл мощный взрыв, в результате которого произошло полное разрушение здания школы. В результате взрыва погибли все 35 военнослужащих отряда, находившиеся внутри здания. Официального расследования трагедии не проводилось. Согласно мнению выживших, было три версии произошедшего:
- взрыв запаса взрывчатки, привезённого отрядом, который находился в здании;
- предварительное минирование боевиками здания школы до прихода федеральных войск;
- случайное попадание в здание школы артиллерийского снаряда, выпущенного федеральными войсками.

В связи с данным инцидентом каждый год 24 января в 16-й отдельной бригаде специального назначения отмечается как День Памяти. 2 мая 1995 отряд был выведен с территории Чечни и был возвращён в пункт постоянной дислокации. За время боевых действий 370-й отряд потерял убитыми по одним данным 48 человек, по другим — 50 человек,

#### Вторая чеченская война
В связи с осложнением ситуации летом 1999 года в Дагестане, руководством ВС РФ началось усиление группировки войск в данном регионе. В начале августа 1999 года в 16-й бригаде, теперь уже на базе 664-го отряда, создаётся сводный отряд для отправки в Дагестан, для борьбы с исламистскими группировками, вторгшимися с территории Чечни.
14 августа 1999 года 664-й отряд, в количестве 250 человек, был введён в состав временной оперативной группировки войск на Северном Кавказе.
На 1 января 2000 года 664-й отряд действовал в окрестностях н.п. Старые Атаги южнее Грозного. К лету 2000 года отряд дислоцировался в н.п. Урус-Мартан и действовал совместно с 245-м мотострелковым полком. В январе 2001 отряд действовал в окрестностях села Гойты, на Сунженском и Надтеречном хребте. К лету 2001 отряд действовал в окрестностях н.п. Алхан-Кала. В сентябре и октябре того же года отряд действовал в районе Шали, Автуры и Курчалой. В мае 2003 года 664-й отряд участвовал в уничтожении бандформирований на территории Ингушетии. В порядке постоянной периодической замены военнослужащих, 664-й отряд находился на Северном Кавказе до 26 сентября 2006 года, после чего отряд был возвращён в новый пункт постоянной дислокации в Тамбов.
В общей сложности 16-я отдельная бригада специального назначения во второй чеченской войне потеряла убитыми 51 человека.

#### Российско-грузинская война
В августе 2008 года подразделения 16-й бригады участвовали в захвате и уничтожении баз снабжения грузинских войск на территории Абхазии.

#### Война на Донбассе
21 мая 2015 журналист Руслан Левиев опубликовал детальное расследование, в котором установил имена и подробности гибели на Донбассе 5 мая 2015 трех военнослужащих бригады — Антона Савельева, Тимура Мамаюсупова и Ивана Кардаполова. Согласно материалам расследования, кадровые контрактники погибли на оккупированной территории Луганской области.

#### Вторжение России на Украину
Бригада принимала участие в нападении России на Украину. На начало сентября 2022 года, погиб заместитель командира бригады в звании подполковника, начальник штаба в звании майора, а также командир роты в звании капитана.

## Герои соединения
- Тучин Алексей Иванович — майор, заместитель командира 664-го отдельного отряда специального назначения. Звание Героя Российской Федерации присвоено 14 сентября 2000 года (посмертно)[18].
- Родин Алексей Васильевич — старший лейтенант, командир группы 664-го отдельного отряда специального назначения. Звание Героя Российской Федерации присвоено 7 апреля 2001 года (посмертно)[19].
- Елистратов Дмитрий Викторович — лейтенант, командир группы 664-го отдельного отряда специального назначения. Звание Героя Российской Федерации присвоено 14 сентября 2000 года[20].
- Саманков Андрей Васильевич — старший лейтенант, командир группы 370-го отдельного отряда специального назначения. Звание Героя Российской Федерации присвоено 16 июня 2004 года[21].
- Семёнов Дмитрий Владимирович — майор, начальник штаба - заместитель командира отряда специального назначения. Звание Героя Российской Федерации присвоено в июле 2022 года[22].
- Заволянский Валерий Иванович — старший лейтенант, командир группы  специального назначения. Звание Героя Российской Федерации присвоено в июле 2022 года.
- Лапшин, Артур Владимирович — гвардии прапощик. Звание Героя Российской Федерации присвоено в 2023 году.
- Ерёменко, Анатолий Михайлович — гвардии старший прапощик, командир разведывательной группы. Звание Героя Российской Федерации присвоено в 2024 году.

## Командиры
- полковник Шипка Александр Васильевич — 1962—1967;
- полковник Фадеев Геннадий Яковлевич — 1967—1971;
- полковник Чупраков Евгений Фёдорович — 1971—1973;
- полковник Тарасов Семён Михайлович — 1973—1980;
- полковник Овчаров Алексей Александрович — 1980—1985;
- полковник Неделько А. А. — 1985—1989;
- полковник Дементьев А. М. — 1989—1991;
- полковник Корунов 1991—1992;
- полковник Тишин Евгений Викторович — 1992—1993;
- полковник Фомин А. Г. — 1993—1997;
- полковник Щербаков А. В. — 1997—2002;
- полковник Логинов 2002-?
- полковник Слободян Андрей Анатольевич — 2007—2009;
- полковник Бушуев Константин Семёнович — 2010—2016;
- полковник Скворцов Эдуард Алексеевич — 2016—2018;
- полковник Хромов Анатолий Анатольевич — 2018 — н. в.